# Йонас Варрер
Йонас Варрер  (дан. Jonas Warrer, 22 березня 3) — данський яхтсмен, олімпійський чемпіон.

## Виступи на Олімпіадах
| Олімпіада  | Дисципліна | Місце |
| ---------- | ---------- | ----- |
| Пекін 2008 | Клас 49er  | 1     |